# Fermi (metropolitana di Torino)
Fermi è una stazione della metropolitana di Torino situata nella periferia di Collegno, in prossimità dell'incrocio tra Via Edmondo De Amicis e Via Enrico Fermi.
Serve il comune di Collegno, nell'immediato hinterland torinese. La stazione è, tuttavia, parte dall'area urbana della metropolitana e non è pertanto soggetta al cambio di tariffa di abbonamenti e biglietti.

## Storia
Nella stazione la vetrofania di Nespolo racconta il mondo visivo della scienza attraverso le formule matematiche del celebre scienziato e alcuni elementi grafici in tema scientifico.

## Capolinea
Essendo il capolinea ovest della Linea 1, è adiacente ad un ampio parcheggio in superficie con più di 300 posti e servizio di autobus di collegamento da Rivoli. La stazione è stata inaugurata il 4 febbraio 2006 come capolinea ovest della tratta della Metropolitana di Torino, tra Fermi e XVIII Dicembre.

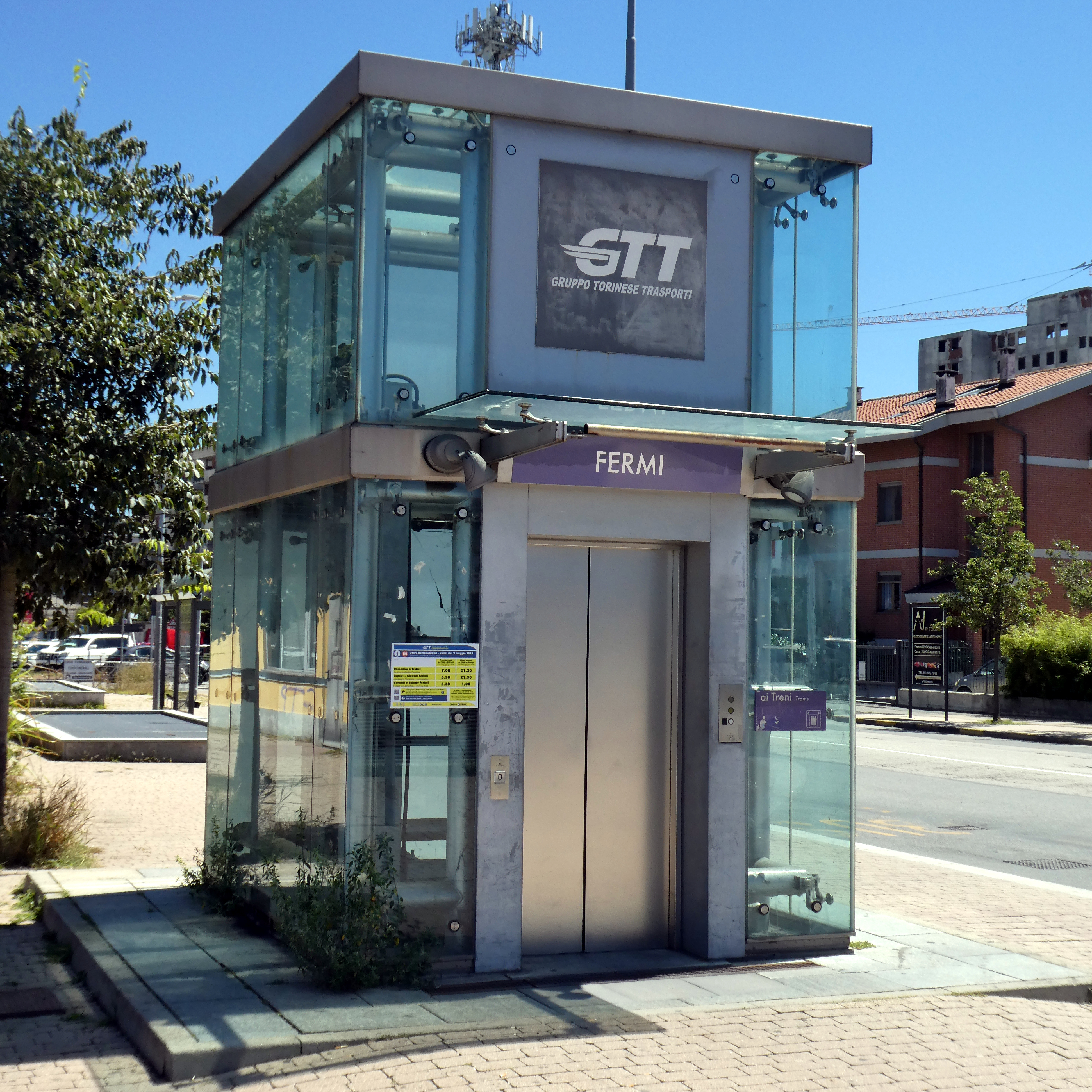
Ascensore della fermata Fermi

Fermi è anche una stazione di partenza della linea M1. Nelle immediate vicinanze, attraversa Corso Francia, la linea 36, che porta i passeggeri da Rivoli alla metropolitana stessa.

## Interscambi
La stazione consente l'interscambio con la rete di superficie GTT.

## Servizi
- Biglietteria automatica